# Lex specialis
Lex specialis (lat. speciallov) er et princip i juridisk teori og praksis, hvorefter at en lovregel i en speciallov (evt. særlov) går forud for lovregel af mere generel karakter, der dækker samme område.
Med en hel sætning: Lex specialis derogat legi generali; altså den specielle lov ophæver den generelle lov.
Reglen om lex specialis kan fraviges.
Ifølge Zahle (1999) er princippet, lex specialis, ikke gyldigt i alle tilfælde, eksempelvis hvis specialloven er forældet eller udarbejdet uden at lovgiver har taget højde for den generelle lov. Man kan også komme ud for at en speciallov og en nyere lov omhandler det samme område, og dermed komme i konflikt med lex posterior-princippet. Et eksempel er, at en ældre version af knivloven (lex specialis) kan stride mod en nyere version af straffeloven (lex generalis). I sådanne tilfælde må det bero på en konkret vurdering, blandt andet om lovgivers hensigt og rimeligheden af det resultat, som hver regel ville medføre.